# 第四届泛珠三角区域合作与发展论坛暨经贸洽谈会

泛珠三角区域合作标志

第四届泛珠三角区域合作与发展论坛暨经贸洽谈会于2007年6月6日至12日在湖南省长沙市举行。论坛暨经贸洽谈会主办单位为9省区和香港、澳门特别行政区政府，湖南省人民政府承办；对外邀请了东盟10国商务部官员、长三角和环渤海两个经济合作区域常设机构代表，上海市、天津市、山东省、浙江省、江苏省等与会参会；论坛的主题为“合作发展、共创未来”。论坛内容有高层论坛、行政首长联席会议、行政首长与东盟商务官员的对话交流活动、专题论坛、合作项目展示和投资贸易洽谈会；论坛议题为产业转移、市场对接、劳务合作、金融合作。

## 资料来源参考
- 第四届泛珠三角区域合作与发展论坛官方网站
- 湖南省官方网/红网 （页面存档备份，存于）
- 江西省官方网/中国江西网
- 四川省官方网/四川新闻网 （页面存档备份，存于）
- 贵州省官方网/金黔在线
- 云南省官方网/云网
- 福建省官方网/福建东南网 （页面存档备份，存于）
- 海南省官方网/南海网
- 广西壮族自治区官方网/广西新闻网 （页面存档备份，存于）

Template:泛珠三角区域合作与发展论坛